# Mendé (peuple)
Pour les articles homonymes, voir Mendé.

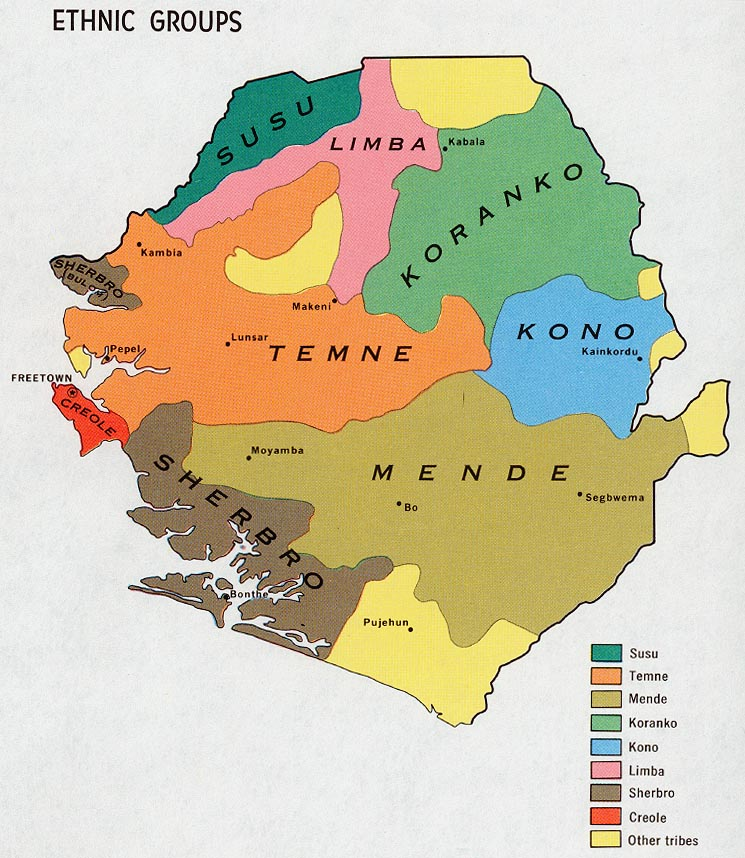
Les Mendé en Sierra Leone

Les Mendé sont une population d'Afrique de l'Ouest vivant en Sierra Leone, au Liberia et en Guinée.

## Ethnonymie
Selon les sources et le contexte, on observe plusieurs formes : Boumpe, Hulo, Huro, Kosa, Koso, Kossa, Kosso, Mendés, Mendi.

## Langues
Leur langue propre est le mendé, une langue mandée dont le nombre total de locuteurs a été estimé à près de 1 500 000. 1 480 000 ont été dénombrés en Sierra Leone en 2006, alors qu'on en comptait 19 700 au Liberia en 1991. Le krio est également utilisé.

## Histoire
Leur tradition orale indique qu'ils sont venus du Soudan entre le IIe et le XVIe siècle.
Le peuple mendé s'est fixé dans son habitat actuel à la fin du XVIIIe siècle, à cheval sur le nord-ouest du Liberia et sur le sud-ouest de la Sierra Leone, après s'être longtemps opposé à l'hégémonie des royaumes côtiers dirigés par les actuels peuples Baga et Landuman. Situé en zone tropicale humide, le territoire des Mendés, couvert de forêts secondaires, de prairies et de savanes arborées est traversé de nombreuses rivières.

## Organisation sociale
L'organisation familiale des Mendé repose sur les patriclans (clans structurés par la filiation patrilinéaire) et le mariage, qui repose sur une très large polygamie ou polygynie pour le dire plus précisément, est de résidence virilocale (les époux résident auprès de la famille du mari). Le village Mendé constitue la division politique de base. Il est scindé en quartiers, dirigés chacun par un ancien. Les villages réunis, en nombre variable, constituent une chefferie. Autrefois, de larges confédérations de ces chefferies étaient régies par une sorte de chef supérieur assisté d’un conseil.

## Agriculture
Traditionnellement, ils vivaient principalement de la culture du riz et pratiquaient la rotation culturale pour préserver la fertilité du sol.

## Culture
La culture mendé est connue pour ses magnifiques masques d'initiation et plus particulièrement ceux de la société d'initiation sande, les sowei, grands heaumes représentant une tête de femme au large front bombé. Fait relativement souvent en Afrique, ces masques sont fabriqués par des hommes et portés par des femmes. Ils sont faits en boue et en feuille.

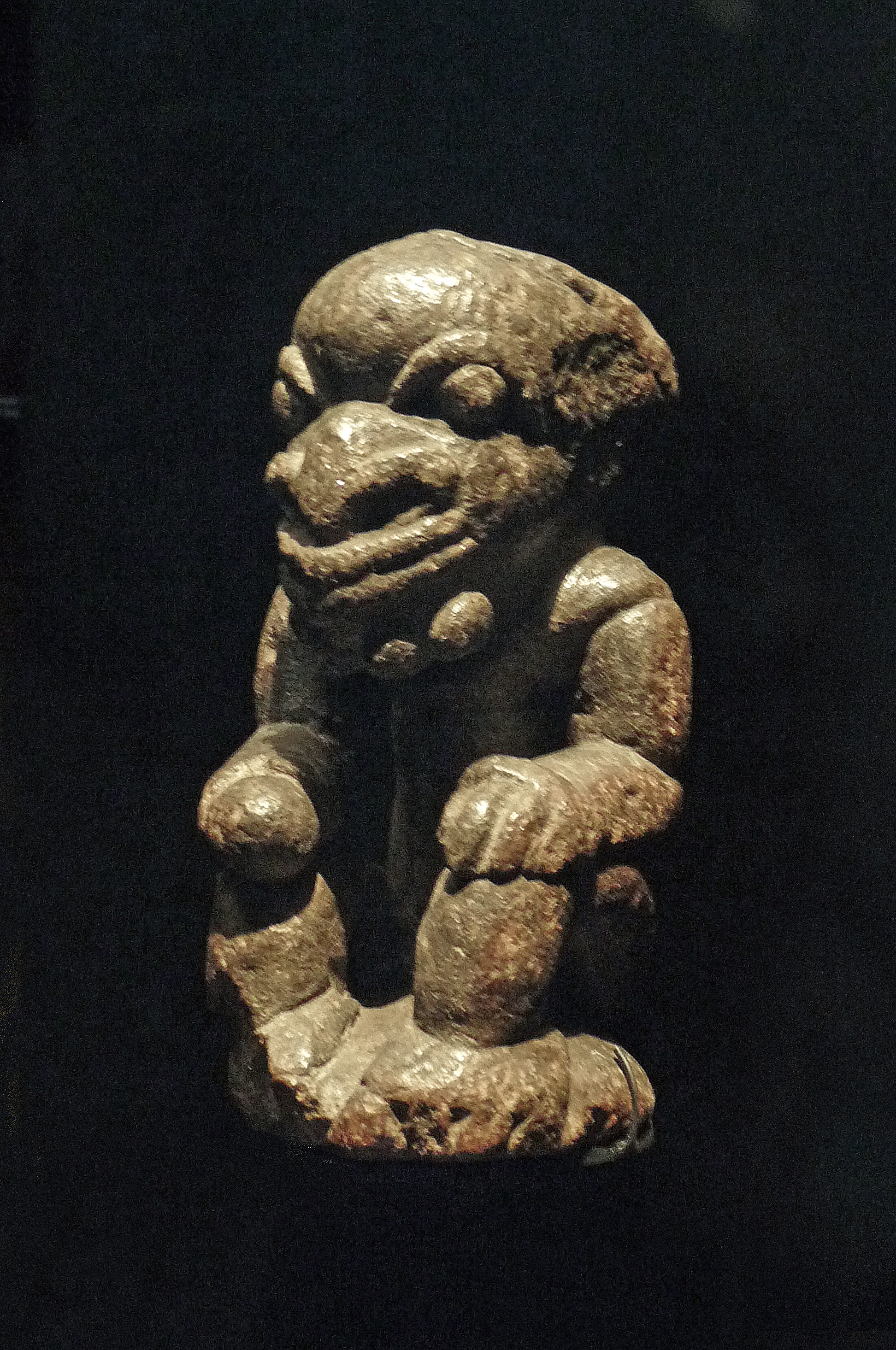
Nomoli
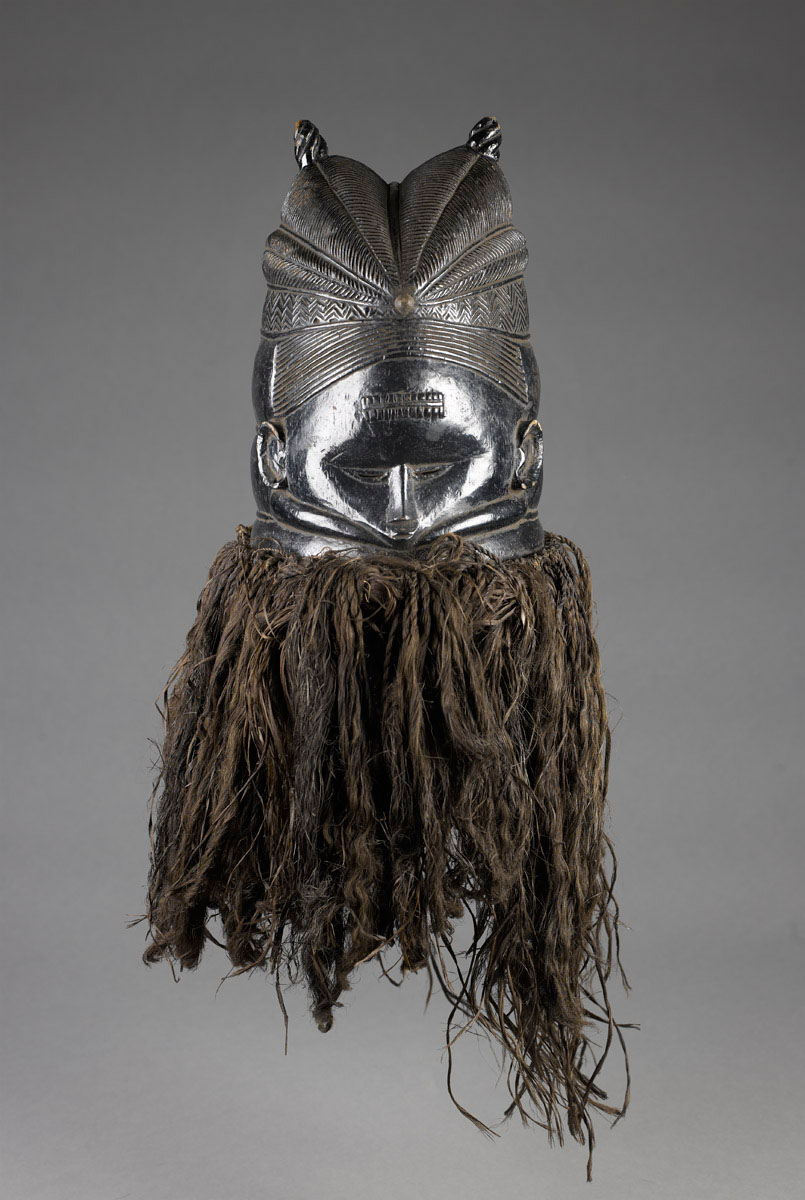
Masque heaume bundu de la société sande
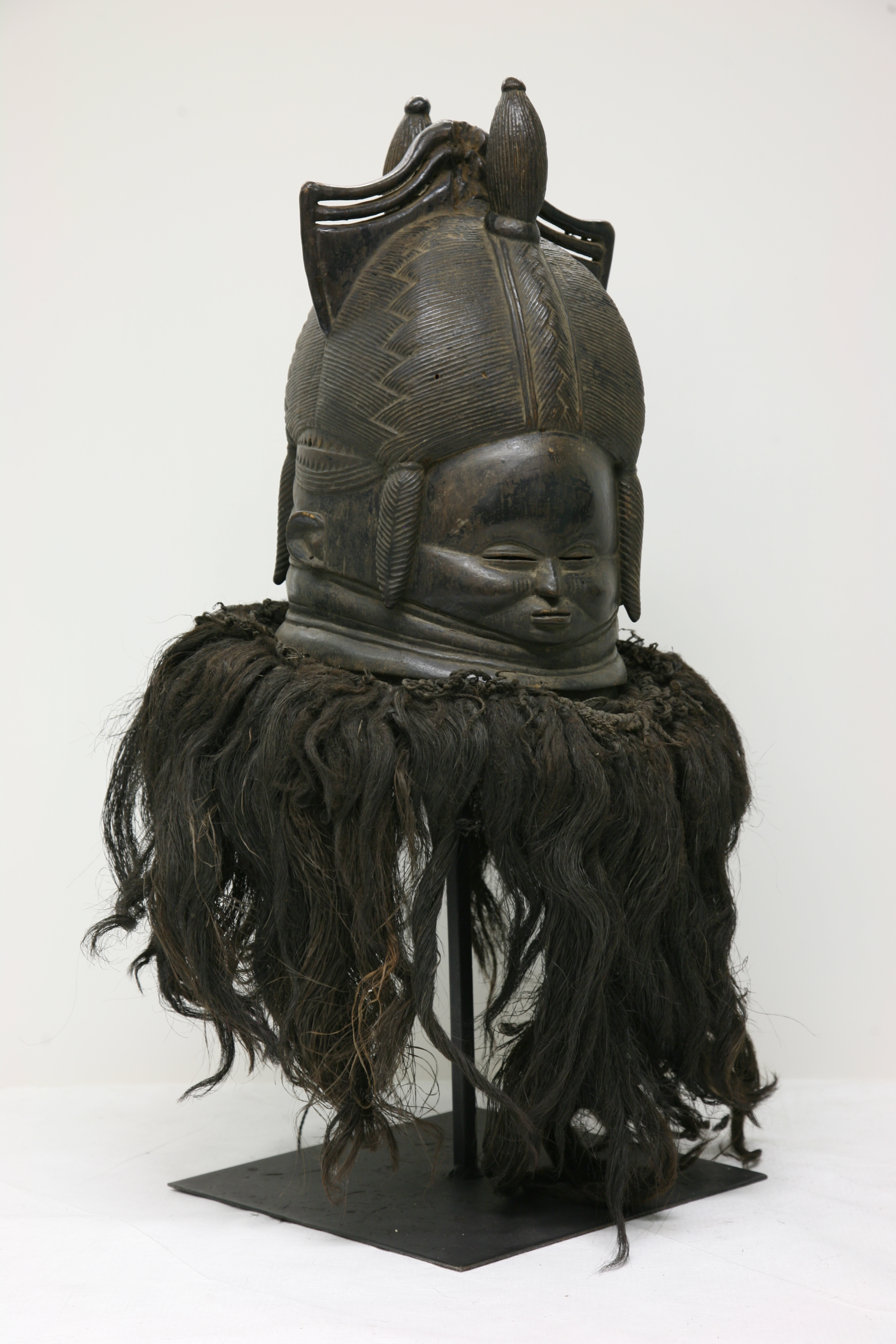
Masque heaume de la société sande
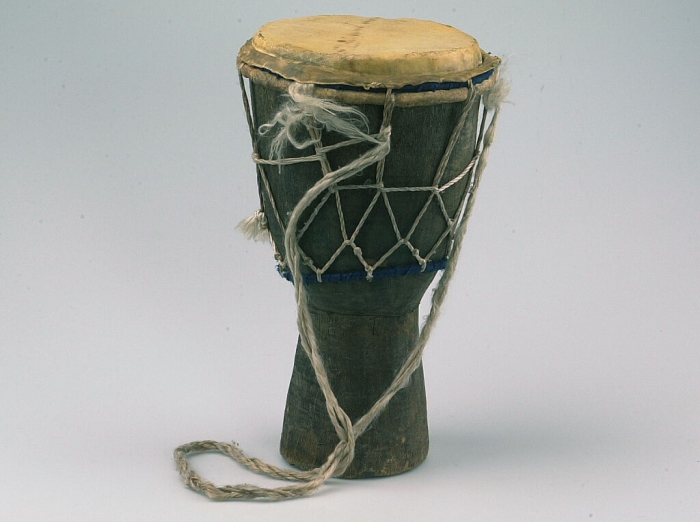
Sangbai